# 나의 백합은 일입니다!
나의 백합은 일입니다!(일본어: 私の百合はお仕事です!, Yuri Is My Job!)는 미만(Miman)이 쓰고 그린 일본의 백합 만화이다. 2016년 11월부터 이치진샤의 코믹 유리히메에 연재되었으며, 고단샤 USA에서 회사의 첫 번째 백합 릴리스로 영어 라이선스를 받았다. 파시오네와 스튜디오 링스(Studio Lings)가 제작한 애니메이션 TV 시리즈는 2023년 4월부터 6월까지 방영되었다.

## 구성
시라키 히메는 다정하고 도움이 되는 공주라는 이미지에 깊은 관심을 갖고 있지만 속으로는 자기 자신에게만 관심을 갖고 있는 여고생이다. 그래서 그녀는 마이 코시바라는 카페 매니저를 실수로 다치게 했을 때 자신의 외관을 온전하게 유지하기 위해 기꺼이 일부 교대근무를 담당한다. 히메는 일부는 카페이고 일부는 극장인 곳에서 웨이트리스로 일하게 된다. 그곳에서 모든 웨이트리스는 가상의 여학생 기숙 학교에서 학생인 척한다. 히메는 카페에서 다른 웨이트리스에게 끌리게 되는데, 그 웨이트리스는 고객들 앞에서 히메에게 이전에 알지 못했던 사랑과 헌신을 보여준다. 그러나 그 이면에는 소녀가 자신의 배짱을 싫어하는 것 같다.